# Turinsky (huyện)
Huyện Turinsky (tiếng Nga: ? райо́н) là một huyện hành chính tự quản (raion), của Tỉnh Sverdlovsk, Nga. Huyện có diện tích 7525 kilômét vuông, dân số thời điểm ngày 1 tháng 1 năm 2000 là 38000 người. Trung tâm của huyện đóng ở Turin'sk.